# 중국의 번영을 위한 전략적 선택
중국의 번영을 위한 전략적 선택(The Strategic Choice for China's Prosperity) 혹은 번영을 위한 전략적 선택(走向繁荣的战略选择)은 리커창과 리이닝(리커창의 지도 교수), 리위안차오(리이닝의 석사 제자) 등이 쓴 책이다.